# Liste des circonscriptions législatives de l'Oise
Le département français de l'Oise est, sous la Cinquième République, constitué de cinq circonscriptions législatives de 1958 à 1986, puis de sept circonscriptions depuis le redécoupage de 1986, ce nombre étant maintenu lors du redécoupage de 2010, entré en application à compter des élections législatives de 2012.

## Présentation
Par ordonnance du 13 octobre 1958 relative à l'élection des députés à l'Assemblée nationale, le département de l'Oise est d'abord constitué de cinq circonscriptions électorales.
Lors des élections législatives de 1986 qui se sont déroulées selon un mode de scrutin proportionnel à un seul tour par listes départementales, le nombre de sièges de l'Oise a été porté de cinq à sept.
Le retour à un mode de scrutin uninominal majoritaire à deux tours en vue des élections législatives suivantes, a maintenu ce nombre de sept sièges,, selon un nouveau découpage électoral.
Le redécoupage des circonscriptions législatives réalisé en 2010 et entrant en application à compter des élections législatives de juin 2012, n'a modifié ni le nombre ni la répartition des circonscriptions de l'Oise.

## Composition des circonscriptions

### Composition des circonscriptions de 1958 à 1986
À compter de 1958, le département de l'Oise comprend cinq circonscriptions regroupant les cantons suivants :
- 1re circonscription : Beauvais-Nord-Est, Crèvecœur-le-Grand, Formerie, Froissy, Grandvilliers, Maignelay, Marseille-en-Beauvaisis, Nivillers, Ressons-sur-Matz.
- 2e circonscription : Attichy, Compiègne, Guiscard, Lassigny, Noyon, Ribécourt-Dreslincourt.

- 3e circonscription :  Crépy-en-Valois, Clermont, Estrées-Saint-Denis, Liancourt,  Pont-Sainte-Maxence, Saint-Just-en-Chaussée.
- 4e circonscription : Betz, Creil, Nanteuil-le-Haudouin, Neuilly-en-Thelle, Senlis.
- 5e circonscription : Auneuil, Beauvais-Sud-Ouest, Chaumont-en-Vexin, Le Coudray-Saint-Germer, Méru, Mouy, Noailles, Songeons.

### Composition des circonscriptions depuis 1988
À compter du découpage de 1986, le département de l'Oise comprend sept circonscriptions regroupant les cantons suivants :
- 1re circonscription : Beauvais-Nord-Est, Beauvais-Nord-Ouest, Breteuil, Crèvecœur-le-Grand, Froissy, Maignelay-Montigny, Marseille-en-Beauvaisis, Nivillers, Saint-Just-en-Chaussée.
- 2e circonscription : Auneuil, Beauvais-Sud-Ouest, Chaumont-en-Vexin, Le Coudray-Saint-Germer, Formerie, Grandvilliers, Noailles, Songeons.
- 3e circonscription : Creil-Sud, Méru, Montataire, Neuilly-en-Thelle.
- 4e circonscription : Betz, Chantilly, Nanteuil-le-Haudouin, Pont-Sainte-Maxence, Senlis.
- 5e circonscription : Attichy, Compiègne-Sud-Est, Compiègne-Sud-Ouest, Crépy-en-Valois, Estrées-Saint-Denis.
- 6e circonscription : Compiègne-Nord, Guiscard, Lassigny, Noyon, Ressons-sur-Matz, Ribécourt-Dreslincourt.
- 7e circonscription : Clermont, Creil-Nogent-sur-Oise, Liancourt, Mouy

À la suite du redécoupage des cantons de 2014, les circonscriptions législatives ne sont plus composées de cantons entiers mais continuent à être définies selon les limites cantonales en vigueur en 2010. Les circonscriptions sont ainsi composées des cantons actuels suivants :
- 1re circonscription : cantons de Beauvais-1 (sauf communes du Mont-Saint-Adrien et Saint-Germain-la-Poterie), Estrées-Saint-Denis (28 communes), Grandvilliers (18 communes), Mouy (17 communes) et Saint-Just-en-Chaussée (sauf communes d'Airion, Avrechy et Bulles).
- 2e circonscription : cantons de Beauvais-2, Chaumont-en-Vexin (55 communes) et Grandvilliers (82 communes), communes d'Hermes, du Mont-Saint-Adrien et Saint-Germain-la-Poterie
- 3e circonscription : cantons de Chantilly (4 communes), Chaumont-en-Vexin (9 communes), Creil (partie sud de Creil), Méru et Montataire (sauf commune de Rousseloy)
- 4e circonscription : cantons de Chantilly (6 communes), Nanteuil-le-Haudouin (sauf communes d'Ormoy-Villers et Rouville), Pont-Sainte-Maxence (12 communes) et Senlis, communes de Saint-Vaast-de-Longmont, Verberie et Verneuil-en-Halatte
- 5e circonscription : cantons de Compiègne-1 (14 communes), Compiègne-2, Crépy-en-Valois (sauf communes de Saint-Vaast-de-Longmont et Verberie) et Estrées-Saint-Denis (14 communes), communes d'Ormoy-Villers et Rouville
- 6e circonscription : cantons de Compiègne-1 (5 communes et partie nord de Compiègne), Estrées-Saint-Denis (24 communes), Noyon et Thourotte
- 7e circonscription : cantons de Clermont, Creil (partie nord de Creil), Estrées-Saint-Denis (5 communes), Mouy (17 communes), Nogent-sur-Oise et Pont-Sainte-Maxence (10 communes), communes d'Airion, Avrechy, Bulles et Rousseloy